# DEMO
DEMO (central eléctrica de DEMOstración) es un reactor de fusión propuesto más allá del reactor de fusión nuclear experimental ITER. Los objetivos de DEMO son normalmente entendidos como un paso intermedio entre ITER y un "primer acercamiento" a un reactor comercial de fusión. Mientras no hay consenso internacional claro en el alcance o los parámetros exactos, dichos parámetros son a menudo utilizados como línea base para estudios de diseño: DEMO tendría que producir al menos 2 gigavatios de poder de fusión de forma continua, y tendría que producir 25 veces más energía que la introducida en él para operar. Un diseño de DEMO entre 2 y 4 gigavatios de producción térmica estaría a la altura de una estación potencia eléctrica moderna.

Para conseguir sus objetivos, DEMO tiene que tener unas dimensiones lineales aproximadamente
15% más grandes que ITER, y una densidad de plasma aproximadamente 30% más grande. Como prototipo de reactor de fusión comercial, una predicción optimista reza que DEMO podría producir energía de fusión para 2033. Está estimado que los reactores de fusión comerciales subsiguientes podrían ser construidos invirtiendo un cuarto del coste de DEMO.

## Hoja de ruta
La siguiente hoja de ruta fue presentada en la Conferencia de Energía de Fusión en 2004 por Christopher Llewellyn Smith:
- El diseño conceptual debería ser completado para 2017.
- El diseño de ingeniería debería ser completado para 2024 (después de proyectar las pruebas D-T de ITER, y recibir los datos de IFMIF ambos fueron retrasados del 2016 inicial).
- La primera fase de construcción sería desde 2024 a 2033.
- La primera fase de operación sería desde 2033 a 2038.
- El proceso deberá ser entonces expandido y actualizado (p. ej. con fase 2 diseño de la cobertura o blanket).
- La segunda fase de operación debería empezar en 2040.

En 2012 La Agencia Europea de Fusión (EFDA por sus siglas en inglés) presentó una hoja de ruta hacia una planta de fusión comercial con un plan que muestra las dependencias de DEMO con las actividades de ITER e IFMIF.
- El diseño conceptual debería ser completado en 2020: 63
- El diseño de ingeniería, y el proyecto de construcción, en 2030.
- Construcción de 2031 a 2043.
- Operación desde 2044, demostrando la viabilidad de la producción eléctrica hasta 2048.

Esta hoja de ruta de 2012 estaba pensada para ser actualizada en 2015 y 2019, pero EFDA fue reemplazada por la FusionForEnergy (F4E).: 49 

## Diseño técnico

La reacción deuterio-tritio (D-T) de fusión se consideró la más prometedora para producir energía de fusión.

Cuándo el deuterio fusiona con el tritio los dos núcleos juntos forman, desde un estado resonante, un núcleo de helio (una partícula alfa) y un neutrón de energía alta.

D + T → He + 10n + 17.6 MeV
DEMO será construido una vez se hayan solucionado los muchos problemas de ingeniería en los reactores de fusión actuales. Estos problemas incluyen: confinamiento del combustible en forma de plasma a altas temperaturas, manteniendo una suficiente densidad de iones reactivos, y capturando los neutrones de alta energía de la reacción sin fundir las paredes del reactor.
- La energía de activación para fusión es muy grande porque los protones en cada núcleo se repelen fuertemente el uno al otro;  son ambos de carga positiva. Para fusionar, los núcleos tienen que estar a una distancia de 1 femtómetro (1×10−15 metros) entre sí, donde por efectos de las fuerzas nucleares fuertes, se fusionarían llegando a un estado resonante. En principio, algunas reacciones de fusión ocurrirán también cuándo haces de deuterio y tritio son acelerados y fusionarían siguiendo el modelo de la física de partículas. Aun así, la probabilidad de colisión elástica (simple dispersión de haces) es mucho más grande que la sección eficaz de la fusión (la probabilidad de los núcleos para fusionar). Por lo tanto, mucha energía es utilizada para acelerar los haces, y podría ser mayor que la conseguida de la fusión. El "truco" es para formar una distribución para el deuterio y el tritio, a temperaturas muy altas, donde los núcleos experimenten fusión, mientras las colisiones elásticas continuas entre los otros núcleos (siendo estos, la mayoría de los acontecimientos) no alterarán el estado del plasma.
- DEMO, un reactor del tipo tokamak, requiere un plasma denso y temperaturas altas para que la reacción de fusión sea autosostenida.
- Las temperaturas altas otorgan a los núcleos sificiente energía como para vencer su repulsión electrostática. Esto requiere temperaturas del orden de 100 000 000 °C, y para conseguirlo se utiliza energía de varias fuentes, incluyendo calentamiento óhmico (mediante corrientes eléctricas inducidas en el plasma), microondas, haces iónicos, o inyección de haces neutros.
- Las paredes de contención funden a esas temperaturas, entonces el plasma ha de ser mantenido alejado de las paredes mediante confinamiento magnético.

Una vez la fusión ha empezado, neutrones de alta energía a alrededor de 160 000 000 000 kelvin serán emitidos fuera del plasma junto con rayos X, sin ser afectados por los fuertes campos magnéticos. Como los neutrones reciben la mayoría de la energía de la fusión,  serán la fuente principal de producción de energía térmica del reactor. El producto de helio caliente a aproximadamente 40 000 000 000 kelvin se usará (temporalmente) para calentar el plasma, y tiene que reducir todos los mecanismos de pérdida (mayoritariamente radiación de frenado de rayos X procedentes de las colisiones electrónicas) los cuales tienden a enfriar el plasma bastante deprisa.
- La contención del tokamak tendrá un forro compuesto de un composite cerámico que contendrá tubos en los qué el metal de litio líquido fluirá, enfriando el recubrimiento.
- El litio fácilmente absorberá los neutrones de alta velocidad para formar helio y tritio, calentándose en el proceso.
- Este aumento en temperatura está pasará a otro refrigerante intermedio, posiblemente agua líquida presurizada en un tubo sellado.
- El calor del refrigerante intermedio se usara para hervir agua en un intercambiador de calor.
- El vapor del intercambiador de calor pasará por una turbina, generando corriente eléctrica.
- El calor residual sobrante de la generación eléctrica será vertido al entorno.
- El helio producto de esta fusión será el "desecho" de este proceso, y no se dejará acumular demasiado en el plasma.
- Cantidades cuidadosamente medidas de deuterio y tritio serán añadidas al plasma y calentadas.
- El litio será procesado separarlo del helio y del tritio, de forma equilibrada para producir más calor y neutrones. Sólo una cantidad minúscula de litio será consumida.

El proyecto DEMO está pensado para implementar y mejorar los conceptos de ITER. Siendo solo un proyecto a día de hoy, muchos de los detalles, incluyendo los métodos de calefacción y el método para la captura de neutrones de energía alta, siguen siendo una incógnita.

## Diseño conceptual
Todos los aspectos de DEMO fueron discutidos en detalle en un documento de la Asociación de Fusión Euratom-UKAEA el año 2009.
Cuatro diseños conceptuales PPCS A,B,C,D fueron estudiados. Retos identificados incluidos:
- Los materiales estructurales resistentes al alto flujo neutrónico.
- Requisitos grandes para el helio a no ser que se utilizaran superconductores de alta temperatura (p. ej. YBCO).
- Necesidad de conductores de alta eficiencia para el sistema de calentamiento.

En la hoja de ruta de 2012 el diseño conceptual tendría que ser completado en 2020. A día de hoy ha quedado constatado que esto no es viable. Las predicciones en cuanto a la llegada del primer reactor de fusión comercial varían desde el 2030 hasta el 2050.

## Residuos radioactivos
Mientras reactores de fusión como ITER y DEMO no producirán residuos de fisión, algunos de los componentes del ITER y DEMO se activarán neutrónicamente. Está pensado que los materiales que sean enfrentados al plasma generen residuos de vidas medias mucho más cortas que los residuos de reactores de fisión, desactivándose los residuos en menos de un siglo. El proceso de fabricar tritio adecuadamente produce residuos de una vida larga, pero DEMO producirá su tritio propio, solventando este problema y autoabasteciéndose de tritio, produciendo energía de forma limpia y segura.

## PROTO
PROTO iría más allá de DEMO, parte de la Comisión Europea parte de una estrategia a más largo plazo para búsqueda de energía de fusión. PROTO actuaría como reactor de potencia prototipo y demostraría la generación de energía para usos comerciales. Aunque otra parte de la comisión aboga por integrar ambos proyectos y así conseguir una "vía rápida" hacia la energía de fusión. Sería esperado para después de DEMO, más allá 2050, y puede o no puede ser una segunda parte de DEMO/PROTO.